# Jingning, Pingliang
Jingning, tidigare stavat Tsingning, är ett härad inom Pingliangs stad på prefekturnivå i provinsen Gansu i nordvästra Kina.
Jingning är indelat i ett stadsdelsdistrikt, 17 köpingar och sju socknar.
Stadsdelsdistrikt (jiedao):

- Chengqu (城区街道)

Köpingar (zhen):

- Bali (八里镇)
- Caowu (曹务镇)
- Chengchuan (城川镇)
- Chengguan (城关镇)
- Gangou (甘沟镇)
- Gucheng (古城镇)
- Hongsi (红寺镇)
- Jieshipu (界石铺镇)
- Leida (雷大镇)
- Lidian (李店镇)
- Renda (仁大镇)
- Shuangxian (双岘镇)
- Sihe (四河镇)
- Weirong (威戎镇)
- Xixiang (细巷镇)
- Yuan'an (原安镇)
- Zhiping (治平镇)

Socknar (xiang):

- Jiahe (贾河乡)
- Lingzhi (灵芝乡)
- Sanhe (三合乡)
- Shengou (深沟乡)
- Siqiao (司桥乡)
- Xindian (新店乡)
- Yuwan (余湾乡)